# 랭스턴 휴스

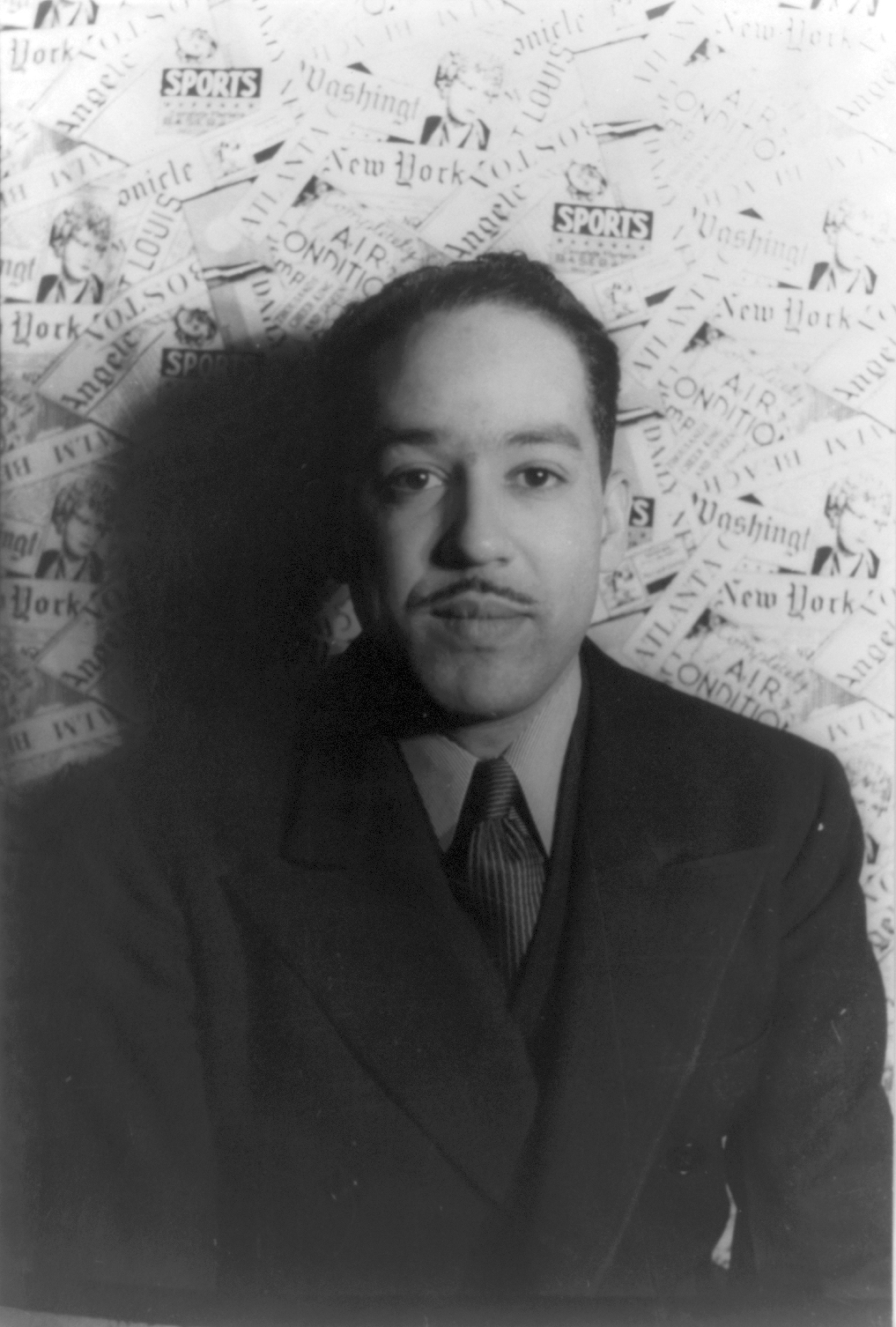
1936년, 칼 반 베흐텐이 촬영한 랭스턴 휴스

랭스턴 휴스(James Mercer Langston Hughes, 1902년 2월 1일 ~ 1967년 5월 22일)는 미국의 시인, 소설가, 극작가이다. 인종 차별에 저항하는 시를 많이 썼다. 그는 새로운 문학 예술 형식 재즈 시의 초기 혁신자 중 한 명이었다. 휴즈는 할렘 르네상스 기간 동안 발표한 그의 작품으로 가장 잘 알려져 있다.

## 생애

### 어린시절
랭스턴 휴즈는 학교 선생님 캐리 (캐롤라인) 머서 랭스턴과 그녀의 남편 제임스 나다니엘 휴즈 (1871년 ~ 1934년)의 둘째 아이로, 미주리주 조플린에서 태어났다. 두 부모들은 혼혈이었으며 랭스턴 휴즈는 아프리카계 미국인, 유럽계 미국인, 미국내 아메리카 원주민의 후손이었다. 그는 빈민가에서 성장했다. 그의 아버지의 할머니는 아프리카계 미국인이었으며 그의 아버지의 할아버지는 백인이었다: 스코틀랜드인 한 명과 유대인 혈통 한 명
휴즈는 그의 아버지와 1888년 버지니아 출신으로 미국 의회에 선출된 최초의 흑인이 되었던 그의 큰 삼촌 존 머서 랭스턴 둘 다의 이름을 따서 명명되었다. 휴즈의 외할머니 메리 패터슨은 아프리카계 미국인, 프랑스, 영국과 원주민 혈통이었다. 오베를린 컬리지에 출석한 최초의 여성 중 한 명이었던, 그녀는 역시 혼혈이었던 르위스 셰리단 레어리와 첫째로 결혼하였다. 그는 1859년 하퍼스 페리호에 존 브라운의 습격에 참가했으며 부상으로 사망했다.
1869년 메리 패터슨 레어리는 정치적으로 활동적인 랭스턴 가와 다시 결혼하였다. 그녀의 두 번째 남편은 아프리카계미국인, 원주민, 유럽계 미국인 가계였던 찰스 헨리 랭스턴이었다.
 그와 그의 남동생 존 머서 랭스턴은 노예제도 폐지주의자로 일했으며 1858년 오하이오 반노예 사회를 인도하는 데 도움을 주었다.
찰스 랭스턴은 후에 그가 교육자와 투표를 위한 행동주의자와 아프리카계 미국인들을 위한 민권으로서 활동했던 캔자스 주로 이사왔다. 찰스와 메리의 딸 캐롤라인 머서 랭스턴은 랭스턴 휴즈의 어머니였다.
휴즈의 아버지는 그의 가족을 떠나서 후에 캐리와 이혼했다. 그는 쿠바에 갔고 그 후 멕시코에서 미국에서 지탱중인 인종주의 정책을 탈출하는 방법을 찾게된다. 그의 부모님의 별거 후, 그의 어머니가 일자리를 찾는 여행을 하는 동안, 젊은 랭스턴은 캔자스 주에서 주로 그의 외할머니 메리 패터슨 랭스턴에 의해 길러졌다. 그 흑인 미국인 구전을 통하여 그녀 세대의 행동주의자 경험을 끄집어 내어, 메리 랭스턴은 그 젋은 랭스턴 휴즈에게 항구적인 인종 자신감을 스며들게했다. 그는 캔자스주, 랭스턴에서 어린시절의 대부분을 보냈다. 그의 할머니의 죽음 뒤, 그는 가족 친구들, 제임스와 메리 리드와 2년 동안 함께 살았다. 그 불안정한 젊은 시절 때문에, 그의 어린 시절은 전체적으로 행복하지 않았지만 그것은 그가 될 시인에 막대하게 영향을 끼쳤던 것이었다. 후에, 휴즈는 다시 일리노이주, 링컨에서 그의 어머니 캐리와 함께 살았으며 그가 아직 청춘기였을 때 재결혼했으며, 마침내 오하이오주, 클리블랜드에서 고등학교에 다니게 되었다.
일리노이 주, 링컨에 있는 문법 학교에 있는 동안, 휴즈는 고전 시인으로 선출되었다. 휴즈는 아프리카계 미국인이 리듬을 가지고 있다는 정형 때문에 그것을 숙고했다고 회상 속에 진술했다.
 "나는 정형의 희생자였다. 전체 수업에서 흑인 아이들은 우리 중 오직 두 명이었으며 우리 영언 선생님은 항상 시속에 리듬의 중요성을 강조했다. 우리를 제외하고 모든 사람들은 모든 흑인들이 리듬을 가지고 있다는 것을 잘 안다. 그래서 그들은 나를 고전 시인으로서 당선케했다." 오하이오 주, 클리블랜드에 있는 고등학교에 있는 동안, 그는 학교 신문을 썼으며 연보를 편집했으며 그의 최초의 단편 소설, 시, 연극을 쓰기 시작했다. 재즈 시의 그의 최초의 단편, "When Sue Wears Red"는 그가 고등학교에 있는 동안 쓰여졌다. 그것은 그가 연애 서적을 발견했었던 시간 동안이었다. 그의 삶에 있어 이 초기 시절부터, 휴즈는 아프리카계 시인들 폴 로렌스 둔바와 칼 샌드버그를 그의 시에 영향으로서 인용하곤 했다.

### 아버지와의 관계와 컬럼비아
휴즈는 1919년 잠깐의 시기 동안 멕시코에서 그의 아버지와 함께 살았었다. 1920년 6월 고등학교를 졸업한, 휴즈는 그의 아버지와 살기 위해 돌아왔고 컬럼비아 대학교에 다닐 돈을 제공해주도록 그를 설득하길 희망한다. 휴즈는 다시 멕시코에 도착하기 전에, 그것에 대해 말했다:
| “ | 나는 나의 아버지와 그의 이상한 자신의 사람들을 싫어하는 것에 대해 생각중이었다. 나는 그것을 이해할 수 없었다, 내가 흑인이었기 때문이다, 나는 흑인들을 매우 많이 좋아했다. | ” |

 처음부터, 그의 아버지는 휴즈가 해외의 대학에 다니고 기술자로 출세 하기 위해 공부하길 희망했다. 이것들에 기초하면, 그는 그의 아들에게 기꺼 재정적인 도움을 주려고 했었다. 제임스 휴즈는 작가가 되려는 그의 아들의 욕구에 지원을 하지 않았었다. 결국, 랭스턴과 그의 아버지는 타협을 했다. 그가 컬럼비아에 출석할 수 있는 한, 랭스턴은 공학을 공부할 수 있었을 것이다. 그의 수업료가 제공되었고, 휴즈는 그와 함께 한 산 1년 이상 그의 아버지를 떠났다. 1921년에 컬럼비아에 있는 동안, 휴즈는 평균 B+ 성적을 유지하였다. 그는 그 학회 안의 인종 차별 때문에 1922년 떠났고 그의 관심은 그가 비록 시 쓰는 것을 지속했을지라도, 그의 공부보다 주위의 할렘 이웃을 더 선회했다.

### 성인기
1923년에 S.S 말론에 승선하는 승무원으로서 간단한 신분 보장을 대접받기 전에, 휴즈는 여러 가지의 이상한 직업으로 일을 했고, 서아프리카와 유럽까지 6개월을 여행하는 데에 보낸다. 유럽에서 휴즈는 파리에서 잠시 체류를 위하여 S.S 말론을 떠났다.
1920년대 초 파리에서 시간 동안, 휴즈는 흑인 국외추방자 사회의 일부가 되었다. 1924년 11월, 휴즈는 워싱턴 D.C.에서 그의 어머니와 함께 살기 위해 미국에 돌아왔다. 휴즈는 다시 아프리카계 미국인의 삶과 역사의 연구를 위한 협회에서 역사가 카터 G. 우드손의 개인 조수로서 1925년 화이트 칼라 직업을 얻기 전에 여러 가지 이상한 일을 하는 직업을 찾아다녔었다. 그 일의 요구와 그의 글쓰기를 제한하는 그것의 시간 압박에 만족하지 못한, 휴즈는 호텔에 있는 버스보이로서 일을 하기 위해 그만 둔다. 휴즈가 시인 바첼 린지를 만나곤 했던 것은 버스보이로서 일하는 동안이었다. 휴즈가 그에게 보여준 시들에 감동 받은, 리드세이는 그의 새로운 흑인 시인의 발견을 공표하였다. 이 당시, 휴즈의 초기 작품은 이미 잡지에 출판된 상태였고 그의 최초의 시집속으로 수집되려는 참이었다.
다음 해, 휴즈는 펜실베이니아, 체스터 군에 있는 역사적인 흑인 대학교인 링컨 대학교에 등록을 했다. 거기서 그는 오메가 프시 파이 남학생과 여학생 사교 클럽(Franternities and sororities)의 구성원이 되었고, 역사적인 흑인 컬리지와 대학교에서 최초의 흑인 친목 기구가 설립되었다. 나중에 미국 대법원 판사가 되었던 서굿 마샬 (Thurgood Marshall)은 동창생이자 링컨 대학교에서 그의 대학 공부 동안 랭스턴 휴즈의 급우였다.
휴즈는 1929년 링컨 대학교로부터 예술 학사 학위를 받았다. 그는 그 후 뉴욕에 갔다. 카리브해의 일부를 포함하는 지역들에 여행을 제외하고, 휴즈는 그의 주요한 집으로서 그의 삶의 나머지를 할렘에서 살았다. 대학 교수와 전기 작가들은 오늘날 휴즈가 동성애자였으며 휴즈가 그의 시에 또다른 영향력으로서 인용했던 작품의 작가 월트 휘트먼과 유사한 방법으로 그의 시의 대다수에 동성애적 코드를 포함시켰다고 믿는다. 휴즈의 소설 "Blessed Assurance"는 한 아버지의 노여움과 함께 전면에 그의 아들의 나약함과 기묘함을 다룬다. 그 경의를 유지하고 흑인 교회와 기구들의 지원하며 악화된 그의 불확실한 재정 상황을 피하기 위해, 휴즈는 몰래하는(closeted) 상태로 남는다. 휴즈의 주요한 전기 작가 아놀드 램퍼새드 (Arnold Rampersad)는 휴즈가 그의 작품과 삶에 있어 다른 아프리카계 미국인들을 편애를 나타냈다는 사실에 결연했다. 이 흑인 남자의 사랑은 흑인 남성 연인을 위한 보고된 출판되지않은 시들의 수로 증명이 된 상태이다.

### 죽음
1967년 5월 22일, 랭스턴 휴즈는 65세의 나이로 전립선암에 관련된, 복부 수술 후 여병으로부터 사망했다. 그의 유해는 할렘에 있는 흑인 문화 연구를 위한 아서 스컴버그 센터 안에 그를 위하여 이름 지어진 강당에 주요한 로비의 중앙에 있는 바닥의 대형 메달의 바로 밑에 매장된 상태이다. 그의 화장된 유해를 덮는 그 바닥의 디자인은 Rivers라 제목이 붙은 아프리카의 코스모그램이다. 그 제목은 휴즈의 시 The Negro Speaks of Rivers로부터 획득되었다. 그 코스모그램의 중앙의 내부와 정확하게 휴즈의 유해 위쪽에는 My soul has grown deep like the rivers라는 문장이다.

## 같이 보기
- 범아프리카주의